# 80
| [ Edytuj tabelę ] |                                                                |
| Cesarz Chin       | - 75 Han Zhangdi 88                                            |
| Władca Korei      | - 53 T’aejodae 146                                             |
| Król Nabatei      | - 70 Rabel II Soter 106                                        |
| Papież            | - 79 Anaklet 91                                                |
| Król Partów       | - 78 Wologazes II 80 - 78 Pakorus II 105 - 79 Artabanus III 81 |
| Cesarz Rzymu      | - 79 Tytus Flawiusz 81                                         |

Rok 80 / LXXX
stulecia: I wiek p.n.e. ~
I wiek ~
II wiek

lata: 70 «
75 «
76 «
77 «
78 «
79 «
80
» 81
» 82
» 83
» 84
» 85
» 90

## Wydarzenia
- Azja
  - powstały ewangelie św. Mateusza i św. Łukasza (data sporna lub przybliżona)
- Europa
  - najazd Juliusza Agrykoli na Kaledonię
  - zakończenie budowy Koloseum
  - eksperymenty Herona z Aleksandrii z maszyną parową
  - pożar Rzymu

## Zmarli
- Filip Apostoł